# NGC 2851
NGC 2851 este o galaxie lenticulară situată în constelația Hidra. A fost descoperită în 27 februarie 1886 de către Lewis A. Swift.